# Andy Weir
Pour les articles homonymes, voir Weir.
Œuvres principales
- Seul sur Mars
- Artémis
- Projet Dernière Chance

Andy Weir, né le 16 juin 1972 à Davis en Californie, est un romancier américain connu pour son roman Seul sur Mars.

## Enfance
Andy Weir naît et grandit en Californie, aux États-Unis. Son père est physicien, et Andy Weir grandit en lisant des auteurs classiques de la science-fiction comme Arthur C. Clarke et Isaac Asimov. À l’âge de quinze ans, il commence à travailler comme programmeur informatique pour les Laboratoires Sandia. Il étudie l’informatique à l'université de San Diego, sans obtenir de diplôme. Il travailla comme programmeur pour différentes entreprises telles que AOL et Blizzard, sur le jeu vidéo Warcraft 2 notamment,.

## Analyse de l'œuvre
C’est dans sa vingtaine qu'Andy Weir commence à écrire de la science-fiction. Sa première œuvre à attirer l’attention est The Egg (l’œuf, en anglais), une nouvelle en un acte adaptée en de nombreuses vidéos visionnables sur Youtube,.
Andy Weir est plus connu pour son premier roman Seul sur Mars. Il a voulu ce livre aussi scientifiquement précis que possible et a donc fait des recherches poussées sur des thèmes tels que la mécanique orbitale, les conditions sur Mars, l’histoire de l’exploration spatiale humaine et la botanique. À l’origine publié gratuitement sur son site internet, plusieurs lecteurs lui ont demandé de le rendre accessible sur Kindle. Initialement vendu au prix de 99 cents, le roman se place rapidement dans la liste des bestsellers de la liseuse. Andy Weir est approché par un agent littéraire et vend les droits du livre à Crown Publishing Group. En mars 2014, la version imprimée débute à la 12e place sur la liste du New York Times des livres de fiction les plus vendus. Le  Wall Street Journal qualifie le roman de « meilleur livre de pure science-fiction depuis des années ». Le roman fait l'objet d'une adaptation cinématographique, Seul sur Mars. Le film, réalisé par Ridley Scott avec Matt Damon dans le rôle principal, est sorti en octobre 2015.

## Vie personnelle
Andy Weir est actuellement célibataire et vit à Mountain View, en Californie. Il est aviophobe et n’est pas monté dans un avion depuis 2007.

## Œuvres

### Romans
- (en) Theft of Pride, 2000Version web uniquement
- Seul sur Mars, Bragelonne, 2014 ((en) The Martian, 2011)Prix Seiun du meilleur roman étranger 2015
- Artémis, Bragelonne, 2018 ((en) Artemis, 2017)
- Projet Dernière Chance, Bragelonne, 2021 ((en) Project Hail Mary, 2021)

### Recueils de nouvelles
- (en) The Egg and Other Stories, 2017

### Nouvelles parues en français
- Journal d'un CanAstro, 2020 ((en) Diary of an AssCan, 2015)Parue dans l'anthologie Bragelonne, 20 ans de légendes, Bragelonne

### Comics et romans graphiques
- Casey And Andy (2001-2008), une bande dessinée en ligne écrite et dessinée by Andy Weir[9]
- Cheshire Crossing (version web indépendante 2006–2008 dessinée par Weir; version web Tapas 2017–2019 et Random House (2019) dessinée par Sarah Andersen[10])

### Fan fiction
- (en) James Moriarty, Consulting Criminal, 2017Fanfiction située dans l'univers de Sherlock Holmes
- (en) The Romana Chronicles/The XoloansFanfiction située dans l'univers Doctor Who